# Principes et engagements de Paris
Les principes de Paris, de leur nom complet principes et lignes directrices sur les enfants associés aux forces armées ou aux groupes armés, sont des déclarations visant à mettre un terme à l'utilisation d'enfants soldats et, plus largement, au recours à des enfants dans des organisations militaires. Les engagements de Paris, de leur nom complet engagements de Paris en vue de protéger les enfants contre une utilisation ou un recrutement illégaux par des groupes ou des forces armés,  sont des engagements politiques relatifs à la protection des enfants lors des conflits armés et à la réintégration dans la société civile des enfants victimes d'incorporation à des armées. Les États signataires des engagements de Paris adhèrent aux principes de Paris.

## Histoire

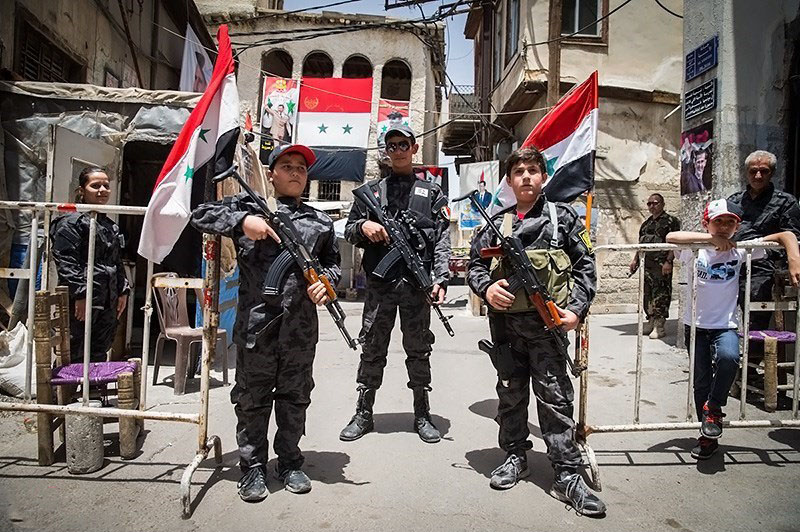
Enfants soldats à Damas en 2014.

Le recrutement dans l'armée d'enfants de moins de quinze ans constitue un crime de guerre.
Les principes de Paris s'inscrivent dans la lignée d'autres initiatives et instruments pour protéger les enfants des effets de la guerre, comme les principes du Cap (1997) et le protocole facultatif à la Convention relative aux droits de l'enfant concernant l'implication d'enfants dans les conflits armés (entré en vigueur en 2002).
En 2007, à Paris, le gouvernement français et l'UNICEF organisent la conférence internationale « Libérons les enfants de la guerre » au cours de laquelle sont rédigés puis signés les principes et engagements de Paris. À cette conférence participent également des ONG. Ces conventions, de leurs noms complets, s'intitulent : « principes et lignes directrices sur les enfants associés aux forces armées ou aux groupes armés » et « engagements de Paris en vue de protéger les enfants contre une utilisation ou un recrutement illégaux par des groupes ou des forces armés ».
En 2015, 51 États approuvent la Déclaration sur la sécurité dans les écoles. En 2017 sont signés les principes de Vancouver.

## Contenu

### Définition des enfants visés
Les principes de Paris établissent la définition d'« enfants associés aux forces armées ou aux groupes armés » : 

« Un « enfant associé à une force armée ou à un groupe armé » est toute personne âgée de moins de 18 ans qui est ou a été recrutée ou employée par une force ou un groupe armé, quelle que soit la fonction qu’elle y exerce. Il peut s’agir, notamment mais pas exclusivement, d’enfants, filles ou garçons, utilisé comme combattants, cuisiniers, porteurs, messagers, espions ou à des fins sexuelles. Le terme ne désigne pas seulement un enfant qui participe ou a participé directement à des hostilités. »

Cette définition nouvelle inclut de nombreux enfants recrutés dans des organisations armées et qui sont affectés à des tâches ne nécessitant pas d'utiliser des armes : « des rôles de soutien tels que cuisiniers, porteurs ou gardiens ou pour poser des mines et espionner. Les garçons et les filles sont également exploités et utilisés à des fins sexuelles et contraints de servir de bombes humaines, ». L'expression permet de prendre ses distances avec le stéréotype d'un « garçon noir, africain et qui porte les armes » pour favoriser la reconnaissance « d'autres réalités, comme l'existence de filles soldates ou d’enfants ayant un rôle auxiliaire qui n’est pas forcément celui de combattant avec une arme ».
Les principes et engagements de Paris concernent aussi la libération, la réintégration et la réinsertion des enfants associés aux armées, qui s'exposent à la méfiance voire au rejet au retour dans leur communauté, surtout les filles,. Les filles mineures enrôlées de force au service des armées sont victimes d'esclavage sexuel ; devenues mères des enfants issus de ces viols, elles peinent à retrouver leur place dans leurs communautés.

### Engagements
Les États ayant adopté les engagements de Paris « acceptent de défendre et de soutenir la mise en œuvre des Principes de Paris, de déployer des mesures pour prévenir le recrutement et l’utilisation d’enfants et pour soutenir
la libération, la réinsertion et la réadaptation de tous les enfants qui ont été recrutés ou utilisés par des forces ou des groupes armés ».
Les principes et engagements de Paris sont non contraignants. Ils portent sur des mesures administratives et judiciaires pour empêcher le recrutement d'enfants dans des armées, favoriser la libération des enfants recrutés, poursuivre en justice les recruteurs d'enfant et, en cas de poursuite contre les mineurs ayant participé à des crimes, reconnaître leur statut d'enfants et de victimes de graves violations du droit pénal international. Enfin, les engagements prévoient de faciliter le retour des enfants dans leurs communautés. Les groupes armés non étatiques ne peuvent être parties aux principes et engagements de Paris mais le droit international leur interdit de recruter des enfants et ils peuvent manifester leur volonté de respecter les conventions protégeant les mineurs.

## Signataires
En 2007, lors de la « Libérons les enfants de la guerre », les deux documents sont adoptés en présence des représentants de 58 États, qui « ont souscrit un ensemble d'engagements pour, tout à la fois, empêcher le recrutement des enfants-soldats, faciliter leur réinsertion et "lutter contre l'impunité" de ceux qui utilisent des mineurs dans les conflits armés ». En 2011, cent pays sont signataires des engagements de Paris, soit plus de la moitié des 193 États membres de l'Organisation des Nations unies. En février et juin 2021, 112 États avaient adhéré aux principes et aux engagements de Paris.
Toutefois, le recrutement d'enfants peut perdurer dans un pays malgré son adhésion aux principes et engagements de Paris, comme en Birmanie en 2017.

## Bilan
La démobilisation d'enfants associés aux armées et leur réintégration dans la société représente un processus complexe : certains ne souhaitent pas retrouver leur communauté ou être rendus à la vie civile. En 2009, l'UNICEF et le Programme des Nations unies pour le développement leur offrent des formations de six mois dans l'intention de favoriser leur réinsertion ; cette initiative rencontre des réticences tant de la part des victimes des enfants soldats que des enfants soldats eux-mêmes. Par ailleurs, les États bailleurs de fonds « hésitent... à financer des programmes de deux ans » et les communautés d'origine des enfants ont besoin de soutien et d'accompagnement. L'Organisation des Nations unies doit passer par des médiateurs locaux. Enfin, l'impunité de certains recruteurs, tortionnaires et assassins d'enfants ne favorise pas la fin de ces crimes.
Lors d'une nouvelle conférence en 2017 sur les enfants associés aux groupes armés (y compris non étatiques), le bilan montre que la coopération entre « les États, les ONG et la société civile » ont permis en dix ans la libération de « près de 65 000 enfants ». Les participants à la conférence soulignent la nécessité d'allouer davantage de fonds aux régions instables où les enfants sont recrutés.